# Brigitte Beier (Schauspielerin)
Brigitte Beier (* 24. Oktober 1939 in Berlin) ist eine deutsche Schauspielerin.

## Leben
Beier ist die Tochter des Pressezeichners und Karikaturisten Alfred Beier-Red.
Ihr Film-Debüt gab sie 1964 bei der DEFA in Heiner Carows Filmdrama Die Hochzeit von Länneken. In dieser Literaturverfilmung nach dem Roman von Herbert Nachbar spielte sie die Fischertochter Bärbel Pröpping, die sich gemeinsam mit ihrer großen Liebe, dem jungen Fischersohn Henning Grabe, für eine gerechte Verteilung der Fangplätze unter allen Fischern einsetzt. Im Jahr 1971 spielte sie unter der Regie von Claus Dobberke die Rolle der Maria Ritter in dem Politdrama Verspielte Heimat. Der Regisseur Kurt Jung-Alsen engagierte Beier 1971/1972 für die Rolle der Jüdin Recha Fain in der Holocaust-Miniserie Die Bilder des Zeugen Schattmann, einer Verfilmung der gleichnamigen Autobiografie des Schriftstellers und Grafikers Peter Edel.
Sie war daraufhin bis in die 1980er-Jahre in vielen Spielfilmen zu sehen. Dazu zählten: Die Legende von Paul und Paula, der Kinderfilm Moritz in der Litfaßsäule sowie die Familienfilme Das Schulgespenst und Der Streit um des Esels Schatten.
Im Fernsehen war sie meist in Kriminalfilmen zu sehen, so in mehreren Episoden der Polizeiruf-110-Reihe, angefangen von Kollision (1977) über Die letzte Kundin (1987) und Zerstörte Hoffnung (1991). In einem ähnlichen Format, Der Staatsanwalt hat das Wort, wirkte sie ebenfalls mehrmals mit.
In den Serien Spuk unterm Riesenrad und Drei von der K spielte sie ebenfalls eine Rolle.

## Filmografie (Auswahl)
- 1964: Die Hochzeit von Länneken
- 1967: Blaulicht: Nachtstreife
- 1969: Drei von der K
- 1970: He, Du!
- 1971: Verspielte Heimat
- 1971: Optimistische Tragödie (TV)
- 1971: Der Staatsanwalt hat das Wort: Anatomie eines Unfalls (TV-Reihe)
- 1971: Der Staatsanwalt hat das Wort: Handelsrisiko (TV-Reihe)
- 1972: Euch werd ich’s zeigen
- 1972: Die Bilder des Zeugen Schattmann
- 1973: Die Legende von Paul und Paula
- 1973: Zement (Fernsehfilm, zwei Teile)
- 1974: … verdammt, ich bin erwachsen
- 1976: Die Insel der Silberreiher
- 1977: Zur See – Die Hochzeitsüberraschung (Fernsehserie)
- 1977/1979: Feuer unter Deck
- 1977: Polizeiruf 110: Kollision (TV-Reihe)
- 1977: Polizeiruf 110: Trickbetrügerin gesucht (TV-Reihe)
- 1977: Zweite Liebe – ehrenamtlich (TV)
- 1978: Das Versteck
- 1979: Spuk unterm Riesenrad – Alarm im Warenhaus
- 1980: Max und siebeneinhalb Jungen
- 1980: Unser Mann ist König (TV-Reihe)
- 1983: Moritz in der Litfaßsäule
- 1985: Weiße Wolke Carolin
- 1985: Polizeiruf 110: Verlockung (TV-Reihe)
- 1986: Das Schulgespenst
- 1986: Ein Wigwam für die Störche (Fernsehfilm)
- 1987: Einzug ins Paradies (Fernsehserie)
- 1987: Polizeiruf 110: Die letzte Kundin (TV-Reihe)
- 1987: Vorspiel
- 1988: Die Entfernung zwischen dir und mir und ihr
- 1988: Polizeiruf 110: Der Mann im Baum (TV-Reihe)
- 1988: Polizeiruf 110: Der Kreuzworträtselfall (TV-Reihe)
- 1990: Der Streit um des Esels Schatten
- 1990: Der Staatsanwalt hat das Wort: Blonder Tiger, schwarzer Tango (TV-Reihe)
- 1991: Polizeiruf 110: Zerstörte Hoffnung (TV-Reihe)
- 1991: Polizeiruf 110: Thanners neuer Job (TV-Reihe)